# Lời nguyền (phim truyền hình)
Lời nguyền là một bộ phim truyền hình được thực hiện bởi Hãng phim Cửu Long do Nguyễn Xuân Hiệp làm biên kịch, đạo diễn. Phim được chuyển thể từ tiểu thuyết cùng tên của nhà văn Văn Mỹ Lan. Phim phát sóng vào lúc 20h00 từ thứ 2 đến thứ 7 hàng tuần bắt đầu từ ngày 9 tháng 11 năm 2016 và kết thúc vào ngày 13 tháng 12 năm 2016 trên kênh THVL1.

## Nội dung
Lời nguyền là câu chuyện về cuộc đời Ngọc Hân (Quỳnh Lam), một cô gái được sinh ra và lớn lên trong tủi nhục khi chứng kiến cái chết phẫn uất của mẹ mình lúc nhỏ. Khi lớn lên, Hân trở thành một cô gái mang trong lòng sự thù hận và nung nấu trả thù Phú ông (Mã Trung), người đã khiến cho mẹ cô phải chết trong ai oán...

## Diễn viên
- Quỳnh Lam trong vai Ngọc Hân[5][6]
- Lê Mạnh Phương trong vai Vĩnh Phúc[7]
- Bảo Anh trong vai Vĩnh Đức
- Mã Trung trong Phú ông[3]
- Hoài An trong vai Bà Liên Anh
- Thủy Cúc trong vai Dì Huệ
- Lê Vinh trong vai Cậu Mão
- Huỳnh Điệp Kiều Ngân trong vai Rạ
- Đặng Phương Trâm trong vai Lam
- Tiến Đạt trong vai Vĩnh Phúc (lúc nhỏ)
- Khang trong vai Vĩnh Đức (lúc nhỏ)
- Nhã Thơ trong vai Ngọc Hân (lúc nhỏ)
- Khánh Như trong vai Rạ (lúc nhỏ)

Cùng một số diễn viên khác....

## Nhạc phim
- Vẫn muốn yêu anh

Sáng tác: Châu Đăng Khoa
Thể hiện: Ý Nhi
- Yêu một người như anh

Sáng tác: Châu Đăng Khoa
Thể hiện: Ý Nhi

## Giải thưởng
| Năm  | Giải thưởng    | Hạng mục                | (Người) đề cử | Kết quả   | Tham khảo |
| ---- | -------------- | ----------------------- | ------------- | --------- | --------- |
| 2016 | Giải Cánh Diều | Phim truyện truyền hình | —             | Bằng khen | [ 8 ]     |